# پانورامین
پانورامین (Wy-26,002) یک داروی ضدافسردگی است که در سال ۱۹۸۱ توسط شرکت وایت ساخته شد. این دارو به عنوان یک مهارکننده قوی و انتخابی بازجذب سروتونین (SSRI) عمل می‌کند. پانورامین هرگز به بازار عرضه نشد.

## همچنین ببینید
- مهارکننده انتخابی بازجذب سروتونین